# Ulsterske dobrovoljačke snage
Ulsterske dobrovoljačke snage ili Ulsterski dobrovoljci su bili unionistička milicija formirana godine 1913. kako bi spriječila autonomiju Irske. Suvremena lojalistička paravojna formacija formirana godine 1966. dijeli isto ime (UVF), te tvrdi da neposredno potječe od Ulsterskih dobrovoljaca, ali između dvije organizacije nema direktne pravne ili organizacijske sukcesije.
Originalnu UVF su formirali Edward Carson i James Craig kao unionističku miliciju u doba napetosti izazvanih izglednim uspjehom treće političke kampanje za Irsku autonomiju. Neke suvremene procjene govore da je imala 100.000 članova. Carson i Craig, podržani od strane pojedinih engleskih konzervativnih političara, prijetili su uspostavom privremene vlade u Ulsteru ako ta provincija bude dio bilo kakvog režima irske autonomije. Preko pola milijuna ljudi potpisalo je Svečanu ligu i zavjet (ili Ulsterski zavjet). Tisuće njemačkih pušaka su bile iskrcane u Larneu, ali vlasti pri tome nisu intervenirale (v. Krijumčarenje oružja u Larneu). U to doba su unionisti uživali snažnu potporu britanske Konzervativne stranke, čak i kada su prijetili pobunom protiv britanske vlade.
Pitanje irske autonomije je privremeno stavljeno ad acta s izbijanjem prvog svjetkog rata. Mnogi članovi UVF su se prijavili u vojhsku, uglavnom u britansku 36. (ulstersku) diviziju. Divizija je pretrpjela teške gubitke u srpnju 1916. za vrijeme bitke na Sommi. Autonomna Sjeverna Irska je bila ustanovljena Zakonom o vladi Irske, što su mnogi Ulsterci shvatili kao nagradu za vjernu službu u ratu.
Neki dijelovi milicije su ponovno formirani godine 1920. te korišteni kao specijalna policijska jedinica (B-Specials). Često su ih optuživali za napade na katoličko/nacionalistički raspoloženo stanovništvo Sjeverne Irske za vrijeme anglo-irskog rata 1919-1921, u znak odmazde za IRA-ine napade na policijske i vojne mete.